# Velupillai Prabhakaran
Velupillai Prabhakaran (tâmil, வேலுப்பிள்ளை பிரபாகரன்) (Jaffna, 26 de novembro de 1954 — 18 de maio de 2009), foi um líder guerrilheiro tâmil, lider dos Tigres da Liberação do Tamil Eelam. Prabhakaran era procurado por diversos órgãos policiais pelo mundo todo pelos atos terroristas de seu grupo, que lutava pela independência de uma região de maioria tâmil no Sri Lanka (cuja população é formada pela maioria cingalesa).
Devido ao fato de não haver uma forma de transcrição padrão do alfabeto tâmil para o latino, seu sobrenome é também escrito como Pirapaharan, Prabakharan ou Prabaharan
Prabhakaran foi morto em combate contra o Exército em 18 de maio de 2009 com um tiro na cabeça, a queima-roupa. Seu corpo foi reconhecido por dois aliados dele, além de coletadas e testadas amostras de DNA. Após a confirmação seu corpo foi cremado. Foi alegado que seu filho de 12 anos de idade, foi executado pouco tempo depois. Sua morte trouxe um fim imediato à guerra civil.